# Манда (подокруг)
Манда (бенг. মান্দা, англ. Manda) — подокруг на северо-западе Бангладеш. Входит в состав округа Наогаон. Образован в 1943 году. Административный центр — город Манда. Площадь подокруга — 375,94 км². По данным переписи 1991 года численность населения подокруга составляла 330 995 человек. Плотность населения равнялась 880 чел. на 1 км². Уровень грамотности населения составлял 24,3 %. Религиозный состав: мусульмане — 88 %, индуисты — 10 %, христиане — 0,37 %, буддисты — 0,33 %, прочие — 1,30 %.